# Lake Tansi
Lake Tansi – jednostka osadnicza w Stanach Zjednoczonych, w stanie Tennessee, w hrabstwie Cumberland.